# Alston Wise
Alston Wise, född 29 oktober 1904, död 23 september 1984, var en kanadensisk ishockeyspelare. Wise blev olympisk guldmedaljör i ishockey vid vinterspelen 1932 i Lake Placid.